# Tenchu: Dark Secret
Tenchu: Dark Secret (天誅Tenchu: Dark Shadow en Japón) es un videojuego de sigilo de acción y aventura desarrollado por Polygon Magic y publicado por From Software en Japón y en todo el mundo de Nintendo para la Nintendo DS en 2006. También es el primer juego de la saga Tenchu lanzado para la consola de Nintendo y no tener una calificación maduro de la ESRB.

## Sistema de juego
El juego permite a los jugadores elegir entre Rikimaru y Ayame, dos ninjas asesinos enviados para salvar a una princesa. Hay más de 40 misiones, así como capacidades de combate multijugador inalámbrico y Wi-Fi locales que pueden ser utilizados para el comercio, comprar y vender artículos de todo el mundo.
- Datos: Q7699555